# Ciclo histórico
O Ciclos histórico , também conhecidos como o Ciclo dos reis. É um dos quatro ciclos principais da mitologia irlandesa, ao lado do Ciclo mitológico, do Ciclo do Ulster e do Ciclo Feniano . Contêm as histórias dos reis lendários da Irlanda, por exemplo Cormac mac Airt , Niall dos Nove Reféns , Eogan Mór , Conall Corc , Guaire Aidne mac Colmáin , Diarmait mac Cerbaill , Lugaid mac Con , Conn das Cem Batalhas , Lóegaire mac Néill , Crimthann mac Fidaig e Brian Bóruma .
Fazia parte do dever dos bardos medievais irlandeses, registrar a história da família e da genealogia do rei que eles serviam. Cumpriam seu dever forma de poemas que misturaram o mitológico e o histórico em maior ou menor grau. As histórias resultantes formam o que veio a ser conhecido como o Ciclo histórico, ou mais corretamente Ciclos, pois há grupos independentes .
Os reis que estão incluídos nesta fase vão desde o quase inteiramente mitológico Labraid Loingsech, que supostamente se tornou Alto Rei da Irlanda por volta de 431 a.C., ao inteiramente histórico Brian Boru . 
No entanto, a maior glória do Ciclo histórico é o Buile Shuibhne ( O frenezi de Sweeney ), um conto do Século XII, contado em verso e prosa  . O poema conta a história de Suibhne, rei de Dál nAraidi , que foi amaldiçoado por Santo Rónán  e tornou-se uma espécie de meio homem, meio pássaro, condenado a viver a sua vida na mata, fugindo de seus companheiros humanos. A história tem capturado a imaginação de poetas irlandeses contemporâneos e foi traduzida por Trevor Joyce e Seamus Heaney  .